# Il galateo in bosco
Il galateo in bosco è una raccolta di versi scritta dal poeta e critico Andrea Zanzotto tra il 1975 e i primi mesi del 1978 pubblicata a Milano dall'editore Mondadori nel 1978, con una prefazione di Gianfranco Contini.

## Struttura e temi
La raccolta, formata da liriche di struttura differente ma ideata con un disegno unitario, è la prima di una trilogia già annunciata da Zanzotto in una nota al Galateo e che si completerà nel 1983 con Fosfeni e nel 1986 con Idioma.
La raccolta è suddivisa in quattro partizioni: la prima sezione, intitolata Cliché, è unitaria e contiene otto componimenti; la seconda sezione, che dà il titolo all'intera raccolta (Il galateo in bosco), è tripartita: contiene un gruppo di dieci testi, a cui segue – al centro del libro – la sottosezione Ipersonetto (quattordici sonetti preceduti e seguiti da altri due facenti funzione di premessa e di postilla), seguita a sua volta da un gruppo di altri diciotto testi.
Il titolo della raccolta, con il contrasto ossimorico tra galateo e bosco, dove il galateo sta a rappresentare l'insieme di regole che nasce dopo che si è formata una struttura sociale, e bosco, inteso come primordiale sede dell'uomo, è – come scrive Giuliana Nuvoli – «[...] un titolo che, come spesso accade in questo poeta, nel quale è polivalente il rapporto significato significante, è anche presagio di una fantastica danza di gnomi, di uno scambio reciproco di cortesie e delicatezze (e di cattiverie e scherzi crudeli) fra spiriti dei boschi, streghe - fate, naiadi, driadi, elfi: anticipazione di una vena fabulistica, sotterranea e costante che lega fra loro le sezioni del libro per divenire talvolta (come in E pò, muci) protagonista.»
Ai due precedenti elementi, galateo e bosco, si aggiunge un terzo elemento, quello degli ossari che si trovano nel Montello, grande collina sulla sponda destra del Piave (in provincia di Treviso): la linea che lega questi luoghi sacri legati alla memoria della Grande Guerra crea un intreccio di sottili rapporti che sottintende necessariamente un quarto elemento, quello dell'«alta guida» – espressione ricorrente in ben cinque titoli nell'ultima sottosezione del Galateo – che richiama gli ordini che vengono dall'alto e tutte quelle regole di obbedienza, di controllo e di convenzioni sociali che possono mandare a morte molti esseri umani.
Il galateo in bosco è da considerarsi, come scrive Giulio Ferroni "...il libro più profondamente storico di Zanzotto...lo dimostra il suo concretissimo senso della geografia: spinto sino ad allegare al testo una cartina geografica dell' «Isola dei morti», località in riva al Piave sotto la quale corre la «linea degli ossari», cioè le sepolture dei caduti nella Grande Guerra che - scrive il poeta nelle sue note - "ad est va fino al mare Adriatico, ad ovest (nord-ovest) continua attraverso il territorio italiano e poi francese, fino alla Manica

## Stile e linguaggio
Il primo verso della sezione Il galateo in bosco fa uso della tridimensione della poesia, dove vengono fusi significato e significante, referente e oggetto indicati attraverso suoni e significati. La poesia non è codificata, perché solo in questo modo si potrà rendere più credibile la sua funzione.
Da serie di quartine a rifacimenti di canzoni, da versi liberi (affastellati insieme e con spazi vuoti fra l'uno e l'altro) ad abbozzi di madrigale, sino ad arrivare alla forma del più tradizionale sonetto.
Si può dire che Zanzotto faccia un uso alla rovescia della tradizione letteraria, non per dissacrazione, ma per la certezza che solo in questo modo si possa fare ancora poesia.
In questo modo, egli si allontana dai tentativi di pseudo-sperimentalismo e di avanguardia e raccoglie lo sperimentalismo degli anni cinquanta (fatto, ad esempio, dal gruppo della rivista Officina), proponendo nuove ed originali soluzioni.
Così Cristiano Spila definisce il Galateo zanzottiano «opera di complessa ed elaborata trama allusiva, nell'iperletterarietà dei richiami colti (Dante, Petrarca, Tasso, Foscolo) e dei rifacimenti di genere (nella sezione Ipersonetto), così come nell'uso di materiali extra-verbali (disegnini infantili o fumettistici), ma al medesimo tempo è anche un'operazione di scandaglio del fondo cupo e primordiale della natura, un'immersione negli strati più profondi dell'io».
Il discorso sulla lingua, sui mezzi espressivi e sui codici che necessariamente, anche se in modo insidioso, fanno da tramite nel rapporto dell'uomo con la realtà che lo circonda, vengono, nella raccolta Il galateo in bosco, approfonditi.
Il poeta assume Il Galateo scritto nel Cinquecento da Giovanni della Casa in una località sulle colline del Montello "come codificazione delle norme di comportamento, a simbolo di tutti i codici che regolano la vita sociale e comunicativa, in particolare di quelli del linguaggio".
L'autore sceglie la forma del sonetto come struttura metrica chiaramente codificata per mettere in discussione la nozione stessa di codice che viene richiamata nel testo della premessa, nel Sonetto dello schivarsi e dell'inchinarsi:
Galatei, sparsi enunciati, dulcedini
di giusto a voi, fronde e ombre, egregio codice...
Codice di cui pregno, o bosco godi
e abbondi e incombi, in nascite e putredini...
Le richieste fatte in questa prima quartina vengono poi meglio precisate nella seconda dove il poeta si augura un codice libero e fluido che non invischi la realtà in schemi rigidamente interpretativi:
Lasciate ovunque scorrere le redini
intricando e sciogliendo glomi e nodi...
Svischiate ovunque forze e glorie, o modici
bollori d'ingredienti, indici, albedini...
Nella due terzine che concludono il sonetto il poeta si rivolge alla sua penna che rappresenta lo strumento del significare chiedendole di schivarsi e di inchinarsi di fronte alla realtà e di cercare di coglierla con molta duttilità aderendo quindi alla realtà extralinguistica:
Non più che in brezze ragna, o filigrana
dubbiamente filmata in echi e luci
sia il tuo schivarti, penna, e l'inchinarti...
Non sia peso nei rai che da te emanano
prescrivendo e secando; a te riduci
segno, te stesso, e le tue labili arti...